# Casa de Las Primeras Letras
La Casa de las Primeras Letras «Simón Rodríguez» es el nombre que recibe un museo de historia localizado en la esquina de Veroes de la céntrica avenida Urdaneta, entre la Plaza Bolívar y el Panteón Nacional, en el Municipio Libertador del Distrito Metropolitano de Caracas, Venezuela.
Fue restaurada por las autoridades en 2013, junto al Bulevar Panteón, por ser el edificio donde se ubicaba la antigua escuela donde ejerció el profesor venezolano Simón Rodríguez, quien fuese maestro del libertador Simón Bolívar, en ese mismo lugar, desde 1793. De allí que la estructura tenga gran valor patrimonial, histórico y simbólico para Venezuela.

## Historia
Su historia se remonta al siglo XVIII, cuando allí funcionaba la llamada "Escuela Pública de Primeras Letras y Latinidad". Entre 1872 y 1912, funcionó como el Colegio Santa María, donde entre otros dictó clases el prócer cubano José Martí. Tuvo diversos otros usos en la década de 1960 y 1970 del siglo XX, siendo usado incluso como restaurante.

### Restauración (2010-2013)
En 2010, se le incluyó en una lista de patrimonios por restaurar a cargo del gobierno de Distrito Capital. En 2011, fue restaurada su fachada y se comenzó una remodelación más profunda a partir de 2012,cuando se le realizaron diversas mejoras, y es en 2013 cuando se produjo su reapertura oficial. Incluye una sala de exposición, anfiteatro, jardín de lectura, tiendas de libros y souvenir, cafetín, sala interactiva y exposición arqueológica; así como una sala de réplicas de vestidos antiguos que pueden ser manipulados por los visitantes para sus recuerdos fotográficos.